# Kanton Saint-Chamond
 Saint-Chamond is een kanton van het Franse departement Loire. Het kanton maakt deel uit van het arrondissement Saint-Étienne.
Het oude kanton Saint-Chamond werd op 24 december 1984 gesplitst in de kantons Saint-Chamond-Nord en  Saint-Chamond-Sud. Het werd opnieuw gevormd ingevolge het decreet van 26 februari 2014 met uitwerking in maart 2015 met Saint-Chamond als hoofdplaats.
Het omvat naast de hoofdplaats Saint-Chamond enkel nog de gemeente L'Horme